# Rudolf II van Habsburg
Rudolf II van Habsburg, bijg. De Goedige (? - 10 april 1232) was de enige zoon van Albrecht III van Habsburg en Ita van Pfullendorf-Bregenz (een dochter van Rudolf van Pfullendorf).
Rudolf volgde in 1199 zijn vader op als graaf van Habsburg. Na zijn dood werd het graafschap verdeeld tussen zijn zoons Albrecht en Rudolf.

## Huwelijk en kinderen
Rudolf was getrouwd met Agnes van Staufen (ca. 1165/1170-vóór 1232). Zij hadden de volgende kinderen:
- Werner IV, kinderloos gestorven
- Albrecht IV de Wijze, graaf van Habsburg, stamvader van de oude lijn
- Rudolf III, graaf van Laufenburg, stamvader van de lijn Habsburg-Laufenburg
- Gertrude, getrouwd met graaf Lodewijk van Homburg in Thurgau
- Heilwig II, getrouwd met graaf Herman van Homburg